# Xanthodaphne pompholyx
Xanthodaphne pompholyx is een slakkensoort uit de familie van de Raphitomidae. De wetenschappelijke naam van de soort is voor het eerst geldig gepubliceerd in 1889 door Dall.